# Rüsthaken

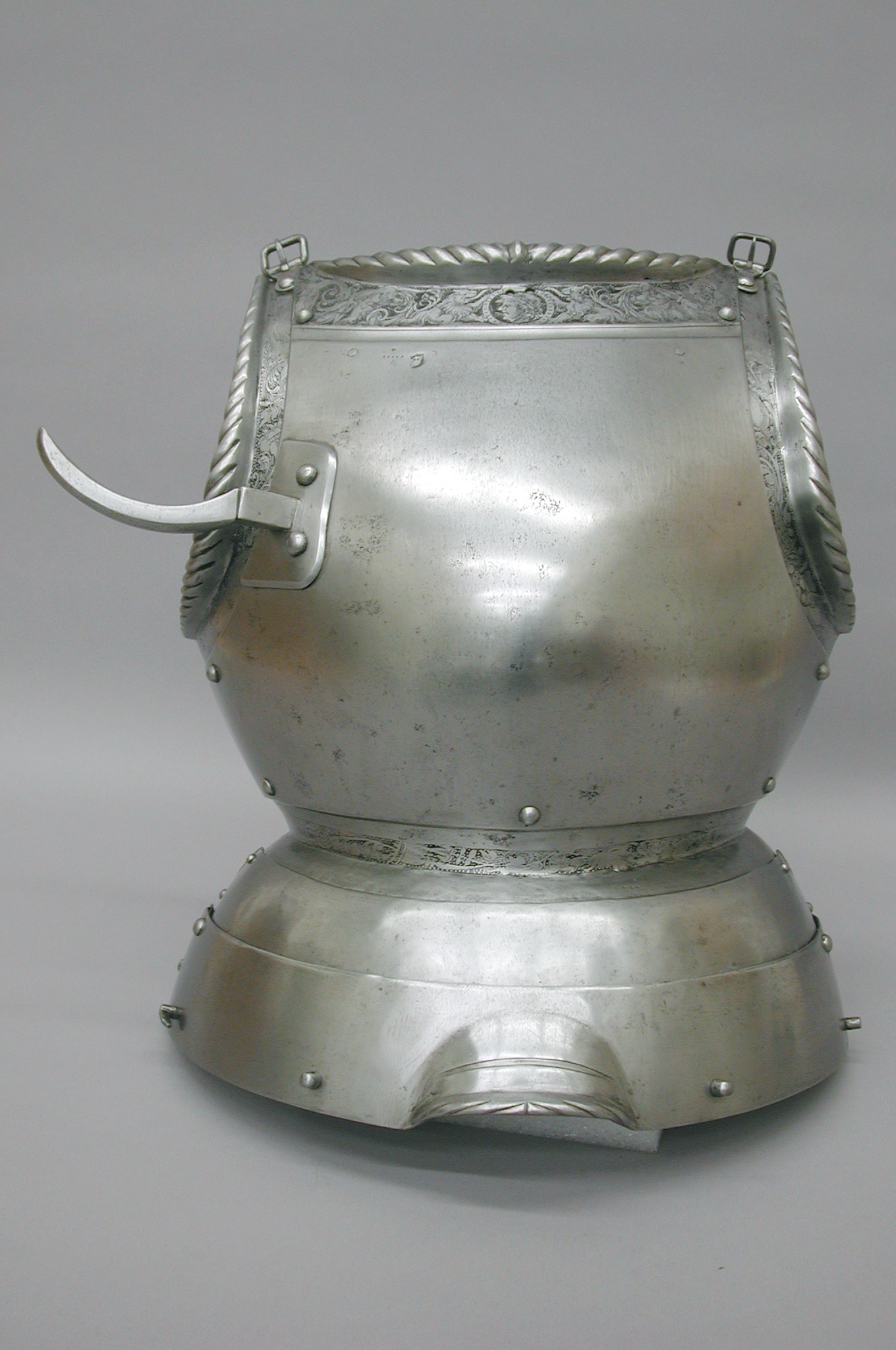
Rüsthaken bei einem frühneuzeitlichen Plattenpanzer (Nürnberg, ca. 1530–35)

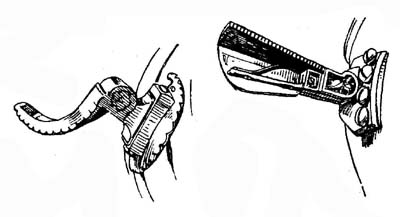
Rüsthaken, Zeichnung von Wendelin Boeheim

Rüsthaken sind ausklappbare oder auch fest montierte Aufleger an spätmittelalterlichen und frühneuzeitlichen Brustpanzern, um daran eine Lanze einzuhaken, damit diese beim Anvisieren des Gegners während des Reitens stabil blieb und zudem ihr Zurückrutschen beim Stoß verhindert wurde. Sie wurden auf der rechten Seite der Brustplatten angebracht.